# Гайді Ґрау
Гайді Ґрау (нім. Heidi Grau) — швейцарська дипломатка. Спецпредставниця голови ОБСЄ в Тристоронній контактній групі з урегулювання російсько-українського конфлікту на Донбасі.

## Життєпис
Гайді Грау зі серпня 2015 року очолювала відділ безпеки людини Федерального департаменту закордонних справ Швейцарії. 2012 року очолювала Цільову групу з головування в ОБСЄ Федерального департаменту закордонних справ Швейцарії. Також була заступником Постійного представника при Постійному представництві Швейцарії при Організації Об'єднаних Націй у Нью-Йорку.
З 1997 року обіймала різні дипломатичні посади в Берні, Москві і Нью-Йоркі.

## Позиція
За повідомленням агентства «Інтерфакс-Україна» у вересні Гайді Ґрау зупинила засідання тристоронньої контактної групи у зв'язку з порушенням російською стороною режиму конфіденційності. Це показало її позицію як більш принципову, порівняно з попередніми очільниками ОБСЄ.. Леонід Кравчук неодноразово апелював до Гайді Ґрау щодо дотримання спільних принципів. Українська позиція неодноразово отримувала підтримку Гайді Ґрау, зокрема щодо спільне патрулювання укріплень сил ООС на Донеччині, де вона мала бути особисто
Водночас Володимир В'ятрович вважає березневі мінські домовленості про створення «консультативної ради» — органу, який фіксує суб'єктність ОРДЛО та виводить Росію в позицію спостерігача, — державною зрадою. Ці ініціативи запропонували Андрій Єрмак та Леонід Кучма та завізувала Гайді Ґрау, за що В'ятрович вимагав від СБУ притягнути Кучму та Єрмака до кримінальної відповідальності та ставив під сумнів зусилля ОБСЄ.